# L'isola disabitata
L'isola disabitata és una òpera en tres actes composta per Giuseppe Scarlatti sobre un llibret italià de Carlo Goldoni. S'estrenà al Teatro San Samuele de Venècia el tardor de 1757.
A Catalunya s'estrenà el 4 de novembre de 1761 al Teatre de la Santa Creu de Barcelona amb motiu de l'onomàstica de Carles III d'Espanya.
El compositor sicilià Placido Mandanici (1799-1852), també va escriure una òpera amb el mateix títol.